# Ньюпорт (Теннессі)
Ньюпорт (англ. Newport) — місто (англ. city) в США, в окрузі Кок штату Теннессі. Населення — 6868 осіб (2020).

## Географія
Ньюпорт розташований за координатами 35°57′41″ пн. ш. 83°11′52″ зх. д. / 35.96139° пн. ш. 83.19778° зх. д. (35.961360, -83.197674). За даними Бюро перепису населення США в 2010 році місто мало площу 14,32 км², уся площа — суходіл.

## Демографія
Згідно з переписом 2010 року, у місті мешкало 6945 осіб у 3060 домогосподарствах у складі 1798 родин. Густота населення становила 485 осіб/км². Було 3416 помешкань (239/км²).
Расовий склад населення:
| - 91,6 % — білих - 4,7 % — чорних або афроамериканців - 0,6 % — корінних американців - 0,2 % — азіатів - 0,1 % — вихідців з тихоокеанських островів |

До двох чи більше рас належало 1,9 %. Частка іспаномовних становила 2,2 % від усіх жителів.
За віковим діапазоном населення розподілялося таким чином: 22,5 % — особи молодші 18 років, 59,0 % — особи у віці 18—64 років, 18,5 % — особи у віці 65 років та старші. Медіана віку мешканця становила 41,1 року. На 100 осіб жіночої статі у місті припадало 84,0 чоловіків; на 100 жінок у віці від 18 років та старших — 78,2 чоловіків також старших 18 років.
Середній дохід на одне домашнє господарство становив 38 183 долари США (медіана — 21 288), а середній дохід на одну сім'ю — 50 268 доларів (медіана — 27 875). Медіана доходів становила 36 598 доларів для чоловіків та 23 861 долар для жінок. За межею бідності перебувало 40,7 % осіб, у тому числі 72,3 % дітей у віці до 18 років та 14,5 % осіб у віці 65 років та старших.
Цивільне працевлаштоване населення становило 2367 осіб. Основні галузі зайнятості: освіта, охорона здоров'я та соціальна допомога — 27,2 %, мистецтво, розваги та відпочинок — 19,4 %, роздрібна торгівля — 15,5 %.